# 恵光寺 (松戸市)
恵光寺（えこうじ）は、千葉県松戸市新松戸にある真宗大谷派の仏教寺院。 真宗大谷派では、初めて住居兼店舗型ビルの一室にある寺院を末寺（被包括宗教法人）として認めた。

## 歴史・概要
- 昭和63年（1988年）、浄土真宗本願寺派の僧侶でハワイ・北米開教使であった八田憲英が、仏教伝道協会の支援を受けて、千葉県習志野市で英語による仏教伝道の布教所を設立する。
- 平成4年（1992年）春、八田憲英の死去に伴い、八田の直弟子で真宗大谷派の衆徒・教師であった勝尾当知が、真宗大谷派の布教所として引き継ぎ、松戸市へ移転する。
- 平成7年（1995年）、千葉県流山市南流山に恵光寺支院を開設する。
- 平成9年（1997年）、千葉県松戸市新松戸に支院・布教所を移転統合する。
- 平成10年（1998年）、真宗大谷派首都圏開教者会に加入し、布教活動を展開する。
- 平成17年（2005年）、非法人教会｢恵光寺教会｣を設立する。
- 平成22年（2010年）、宗教法人設立（https://www.pref.chiba.lg.jp/gakuji/shuukyou/houjin/matsudo.html）の認可を受け、真宗大谷派東京教区千葉組に加入する。
- 平成28年（2016年）、第2世当知の隠居により、長子である法喜が住職を継承し、現在に至る。

## 行事

### 年中行事
日程は、変更になる場合があるので、お問い合わせください。
- 修正会（1月5日）
- 春彼岸会兼永代祠堂経（3月第4月曜日）
- 盂蘭盆会（8月15日）
- 秋彼岸会兼永代祠堂経（9月第4月曜日）
- 宗祖親鸞聖人報恩講（11月25日前後）

### 月例行事
日程は、変更になる場合があるので、お問い合わせください。
- 聖典輪読会（第1月曜日もしくは月初）
- 定例法話会（第4土曜日）

※3月、8月、9月、11月、12月は休会
- 歎異抄輪読会/合同月参り（月末）
- 同朋会（第2金曜日）

### 特別行事
- 千葉組親鸞教室 （9月～翌年6月）

※千葉県内の真宗大谷派寺院にて開催される公開講座
- 公開仏教文化講演会 （6月 / 9月）

※アミュゼ柏（柏市のイベント・多目的ホール、文化施設）にて開催される講演会

## 寺院周辺
- 流通経済大学
- 新松戸中央総合病院
- マツモトキヨシ本社
- 大谷口歴史公園（小金城址）

## 交通アクセス
- JR常磐線・武蔵野線新松戸駅もしくは流鉄流山線幸谷駅下車、徒歩3分。